# Litet oxstyng
Litet oxstyng (Hypoderma lineatum) är en tvåvingeart som först beskrevs av Charles Joseph de Villers 1789. Enligt Catalogue of Life ingår litet oxstyng i släktet Hypoderma och familjen styngflugor, men enligt Dyntaxa är tillhörigheten istället släktet Hypoderma och familjen Hypodermatidae. Enligt den svenska rödlistan är arten nationellt utdöd i Sverige. . Arten har tidigare förekommit i Götaland och Nedre Norrland men är numera lokalt utdöd. Artens livsmiljö är jordbrukslandskap. Inga underarter finns listade i Catalogue of Life.